# Makorty
Makorty (ukrainisch Макорти; russisch Макорты) ist ein Dorf in der ukrainischen Oblast Dnipropetrowsk mit etwa 400 Einwohnern (1. April 2013).
Das Dorf liegt am rechten Ufer der Saksahan im Norden des Rajon Krywyj Rih zwischen dem, nach dem Dorf benannten Makorty-Stausee und Marjiwka. Im Nordosten des Dorfes befindet sich die Sofijiwka Strafkolonie Nr. 45 (ukrainisch: Софиевская исправительная колония № 45).
Im Südosten des Dorfes befindet sich der Staudamm, der die Saksahan zum 13,3 km² Markoty-Stausee anstaut.
Das südöstlich gelegenen Rajonzentrum Sofijiwka ist 28 km entfernt.
Am 22. August 2017 wurde das Dorf ein Teil der neugegründeten Landgemeinde Dewladowe, bis dahin war sie ein Teil der Landratsgemeinde Persche Trawnja im Norden des Rajons Sofijiwka.
Am 17. Juli 2020 kam es im Zuge einer großen Rajonsreform zum Anschluss des Rajonsgebietes an den Rajon Krywyj Rih.